# Center Point (Indiana)
Center Point es un pueblo ubicado en el condado de Clay en el estado estadounidense de Indiana. En el Censo de 2010 tenía una población de 242 habitantes y una densidad poblacional de 122,62 personas por km².

## Geografía
Center Point se encuentra ubicado en las coordenadas 39°24′57″N 87°4′32″O / 39.41583, -87.07556. Según la Oficina del Censo de los Estados Unidos, Center Point tiene una superficie total de 1.97 km², de la cual 1.92 km² corresponden a tierra firme y (2.89%) 0.06 km² es agua.

## Demografía
Según el censo de 2010, había 242 personas residiendo en Center Point. La densidad de población era de 122,62 hab./km². De los 242 habitantes, Center Point estaba compuesto por el 98.35% blancos, el 0.41% eran afroamericanos, el 0% eran amerindios, el 1.24% eran asiáticos, el 0% eran isleños del Pacífico, el 0% eran de otras razas y el 0% pertenecían a dos o más razas. Del total de la población el 0% eran hispanos o latinos de cualquier raza.